# Tàtars negres
Els tàtars negres foren un grup tribal turcomongol del segle segle xiii al segle xv. Van acompanyar a Hulagu a Pèrsia i foren establerts a Tabriz. Com que eren turbulents se’ls va traslladar a la frontera amb Rum; quan Arghun Khan va pujar al tron el seu cap era Juskab Oghul que fou executat acusat de preparar una rebel·lió; al seu lloc el tuman va elegir Agaolug. Fins als temps de Abu Said Khan Bahadur anaven periòdicament a la cort (ordu), però a la seva mort el 1335 es van fer independents, dividits en 52 aimaks i cada grup de 100 homes (sadeh) es va establir en lloc diferent (iurt). Finalment el cadi Burhan al-Din els va reagrupar i en va establir una bona part a la regió de Sivas. Mort el cadi en la lluita contra els otomans i els seus aliats, els tàtars negres foren derrotats per Bayazid I quan assetjaven Ankara i incorporats a l'exèrcit otomà i repartits entre Karahissar i Ak Shehir. Al no haver de pagar altre impost que la dizma els tàtars negres es van enriquir.
Quan Tamerlà va conquerir Sivas el 1400 va pactar amb els caps dels tàtars negres i després de la batalla d'Ankara va optar per emportar-se’ls a Transoxiana. Quan Timur marxava per la zona de Kayseri, es va aturar amb ells tres dies; va planificar com emportar-se’ls ja que eren de trenta a quaranta mil (nombre probablement referit a les tendes i no a les persones que eren moltes mes); va ordenar als prínceps i amirs conduir-los en grups: Jahan Xah Bahadur i l'exercit de la dreta de Muhammad Sultan (encara viu aleshores) van anar per Tokat i Amasya; l'amir Sulayman Xah i l'exèrcit de l'esquerra va anar per Kayseri i Sivas; el propi Timur per les planes de Kayseri i Amasya (els tàtars negres estaven dispersos a la zona d'Amasya, la de Sivas i la de Kayseri) amb Xah Rukh i Sultan Husayn Mirza al davant tallant el camí per evitar la fugida de cap grup. Timur va retornar a la zona dels tàtars negres a Kayseri i va cridar als caps: hi van anar dos: Murwat i Akhi Tabarak, als quals Timur va explicar que la seva terra original era Transoxiana i havien estat desterrats a Anatòlia feia molt de temps però ara que Timur governava a totes les terres els permetia retornar; els caps van acceptar i els tàtars negres foren portats cap a Transoxiana.
Els tàtars negres havien arribar a Damghan i allí van ferir al seu daroga (governador) i es van revoltat; el daroga d'un altra aimak kata tàtar, que marxava a la columna dels rebels tàtars negres, va reconèixer a Tangribrimish, que estava nu i inconscient a terra i el va portar a la vila per curar-lo; quan els tàtars negres ho van saber van pensar que no tindrien el suport d'altres grups o aimaks i van fugir, moment que van aprofitar els amirs timúrides Shams al-Din Abas, Atilmish, Shalveli fill de Sevinjik i algun altre, que van fer una matança de rebels a Damghan i a la rodalia (uns tres mil morts); alguns van poder escapar cap als boscos que anaven fins a Astarabad. Quan Timur ho va saber va enviar 1.500 homes manats per Bayan Kutxin, Seifel Muluk (fill d'Hajji Saif al-Din Barles), Dane Khoja, Rustem Pulad i Komari Bahadur amb ordre de matar tots els tàtars negres que trobessin. Poc després encara hi va enviar al jove príncep Ahmad ibn Umar Shaikh i l'amir Barandak, però aquests van retornar ràpidament ja que els rebels o havien mort o s'havien pogut escapar o ja havien estat atrapats pels amirs. Efectivament Bayan Kutxin i els altres amirs havien passat per Bistam, van creuar les muntanyes de Langarud, van entrar als boscos de Gurgan i van trobar als tàtars negres a Karatugan prop de la costa de la mar Càspia; tot i que els rebels fugits eren en nombre superior, els amirs els van atacar, els van derrotar i en van matar un miler; deu mil (entre guerrers i les seves famílies) foren fets presoners. Bayan Kutxin va informar de la seva acció a la cort. Timur va ordenar empresonar als caps dels rebels i conduir-los a Samarcanda.
A la mort de Tamerlà una part va intentar fugir i es van dirigir cap al Khurasan (província mongola), a Makhan. Xah Rukh va enviar allí als amirs Said Khoja, Shah Mulk i Jahan Malik. Els amirs van combatre els tàtars negres i en van fer molts de presoners. Establerta la tribu al Mogolistan van acabar diluïts progressivament amb altres grups.